# 里奇代爾 (明尼蘇達州)
里奇代爾（英語：Richdale）是位於美國明尼蘇達州奧特泰爾縣的一個非建制地區。

## 歷史
里奇代爾於1899年成立，得名自鐵路工程師沃森·威爾曼·里奇（Watson Wellman Rich）。里奇代爾的郵局於1900年設立，其後於1916年停運。

## 地理
里奇代爾所處的海拔為高於海平面427米（即1401英呎），而該地所採用的時區為UTC-6，即北美中部時區（CST）。同時該地設有夏令時間，為UTC-6調快一小時，即UTC-5（CDT）。